# 2740 Tsoj
A 2740 Tsoj (ideiglenes jelöléssel 1974 SY4) a Naprendszer kisbolygóövében található aszteroida. Ljudmila Vasziljevna Zsuravljova fedezte fel 1974. szeptember 26-án.